# Мізяк Таміла Іванівна
Тамі́ла Іва́нівна Мізя́к (1992—2024) — молодша сержантка збройних сил України. учасниця російсько-української війни.

## Життєпис
Народилася 1992 році в селі Пісочин; Харківська область. Закінчила Пісочинський ліцей.
У 2010 році пішла служити за контрактом на військову службу 302 зенітний ракетний полк.
Брала участь в АТО та ООС.
Загинула разом з чоловіком Кирилом Житніковим 16 травня 2024 внаслідок ворожого авіаудару.
Сиротою залишився шестирічний син (нар. 2018).
Похована у рідному селі Пісочин.

## Нагороди
- орден «За мужність» III ступеня[1]